# 神経発生

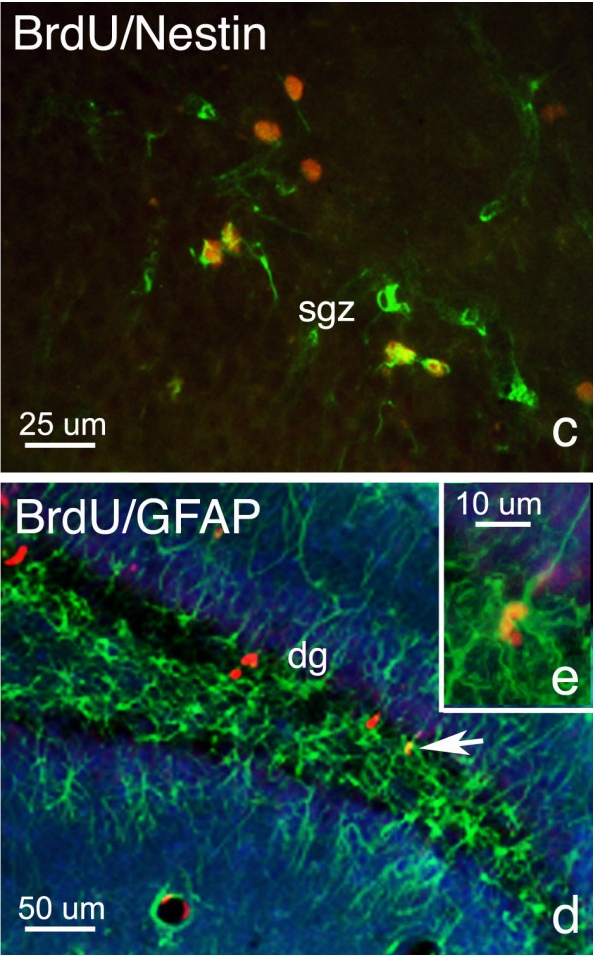
海馬歯状回の顆粒細胞下帯で起こっている神経発生がDNA複製のマーカーBrdU（赤）によって示されている。Faiz et al., 2005.

神経発生（ニューロン新生、神経新生、神経形成、英：neurogenesis）とは、神経幹細胞や前駆細胞から新たな神経細胞が分化する生理現象。胚や胎児期に最も活性化し、脳の形成や発達に重要な役割を果たす。成長するにつれて神経発生量は減少していくが、海馬や脳室下帯では成熟後も続くことが確認されている。

## 成体における神経発生

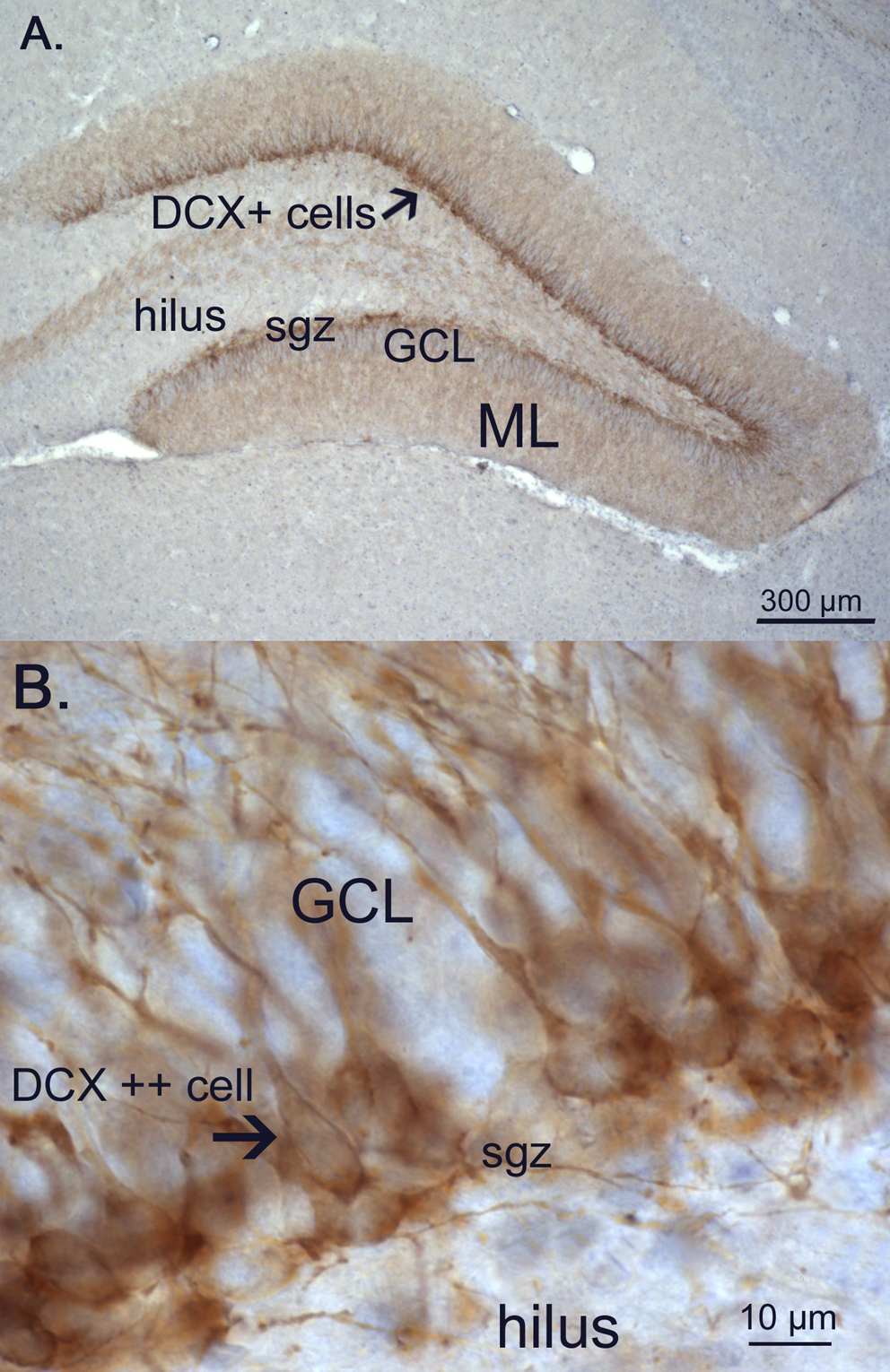
未成熟な神経細胞でみられるダブルコルチンのラット歯状回での発現。Oomen et al., 2009.

サンティアゴ・ラモン・イ・カハールなどによって述べられた初期の神経科学では、神経系は安定しており再生能力はないと考えられていた。しかし1962年に、ジョセフ・アルトマンによって成体哺乳類の大脳皮質にて神経発生の存在が確認され、1963年には、海馬の歯状回で起こっていることが示された。1969年には、嗅球へと顆粒神経細胞を供給する元として吻側移動流（rostral migratory stream: RMS）が発見・命名された。
アルトマンによるこれらの成果には確かな証拠がありながら長らく注目されることはなかった。しかし1982年にラットの神経発生が再び示され、1983年には鳥類にも同様の現象が確認されたことで注目を集めるようになり、1990年代には神経科学のメインストリームへと乗るようになった。そして1990年代の終わりには、霊長類やヒトの海馬で神経発生が確認され、近年ではウサギの小脳でも確認されている。
海馬や脳室下帯以外での神経発生についても示されているが、それらはグリア細胞ではないかという異論もあり、議論の対象となっている。抑制性の神経伝達物質として知られるγ-アミノ酪酸（GABA）は神経発生にも影響を与えていることが示され、またGABAの作用を増強するジアゼパムにも同様の影響が発見されている。

## 役割
神経発生の明確な役割は解明されていないが、海馬での神経発生は学習や記憶に重要な役割があることが示唆されている。このメカニズムについては様々な説が提示されている。例えば、新たな神経細胞によって記憶容量を増やしたり、記憶同士の干渉を減少させたり、記憶に時間に関する情報を与えたりといったものが上げられる。神経発生の増減によってある種の学習能力が増減することは様々な研究によって確認されているが、神経発生をなくしても学習能力がなくなるわけではないことから、記憶や学習に必要不可欠なわけではないとされている。また神経発生の過程で記憶が消えていく現象も確認されており、この研究結果によって乳幼児期の記憶喪失を説明することができる。

## 制御

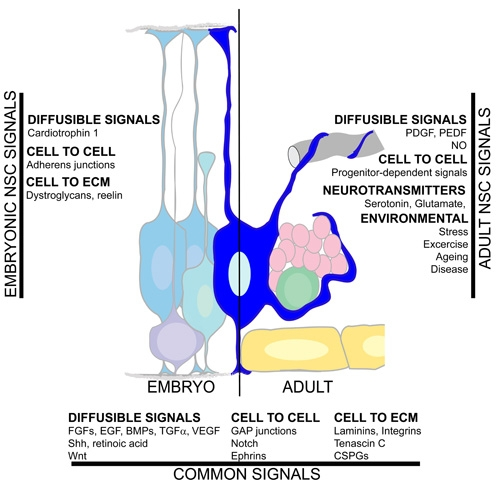
神経幹細胞内信号経路の概要

神経発生は様々な行動や生理現象に影響を受ける。運動や精神的に満たされた環境は海馬内での神経発生量を増加させ、新たな神経細胞が既存の神経細胞に統合する効率を上げる。また脳疾患などによって中枢神経系に障害を負うことでも神経発生の量は増加する。逆に慢性的なストレスや老化は、神経発生量を減少させる原因となる。これらは循環系に流れるケモカインなどの様々な因子が原因となっているとみられている。また睡眠不足によっても神経発生は減少する。
神経発生はエピジェネティクスの影響を大きく受ける。脳室下帯の神経幹細胞はメチル化によって遺伝子の活性が変化することで分化の方向性が決定される。また多くのmiRNAは、発達期の皮質の大きさや層の形成に影響を与えていることが示されている。
神経発生を増加させる化学物質も発見されている。うつ病の治療に利用される抗うつ薬は、神経発生を制御したマウスの神経発生量を増加させ行動を改善させる。抗うつ薬は直接または間接的に、ストレスやうつ病によって損なわれる脳の柔軟性を改善させているとみられる。大麻の主成分であるカンナビノイドは老化によって損なわれる脳機能を守る働きがあるとされ、神経発生の増加も確認されている。しかし逆に、神経発生には何の影響もなく学習能力が低下することを示す研究も存在するため、更なる研究が必要とされている。

## 応用

### うつ病
神経発生とうつ病との関係を示唆する研究結果は多く発表されており、原因や治療法を求めて様々な研究が行われている。うつ病は遺伝的な原因を除けば、ストレスが最も大きな要因になると考えられ、またストレスは海馬内の神経発生を減少させる要因ともなる。ラットを使った実験では、副腎を取り除くことで神経発生の量が増加することが示されている。副腎はホルモンを生成する臓器であるが、ストレスに反応するとコルチゾールを分泌することでセロトニン受容体の活性を抑え神経発生も減少する。またストレスに反応する別のホルモンであるコルチコステロンを与えることでも神経発生は減少する。最も一般的な抗うつ薬は選択的セロトニン再取り込み阻害薬（SSRI）であることからも、神経発生との関係を示唆している。さらに神経細胞が成熟するまでには3〜6週間かかるが、これは抗うつ薬によってうつ症状が改善するまでの期間と一致する。

### 神経変性疾患
神経発生は、アルツハイマー病やパーキンソン病などの神経変性疾患との関連も研究されている。アルツハイマー病患者や高齢者には、神経ステロイドであるアロプレグナノロンの減少がみられ、アロプレグナノロンを与えられたアルツハイマー病のマウスモデルには神経発生の増加と行動の改善がみられた。パーキンソン病は黒質に位置するドーパミン神経の継続的な減少によって引き起こされるが、その前駆細胞を移植することで症状が改善することが示されている。神経発生は線条体でも確認されているが、ドーパミンの供給を絶つと前駆細胞の増殖が損なわれることが示されている。神経発生を起こす因子について深く理解することで、これら神経変性疾患の治療法開発へとつながると考えられている。